# کل‌لو (داش‌کسن)
کل‌لو (به لاتین: Kollu) منطقه‌ای مسکونی در جمهوری آذربایجان است که در شهرستان داش‌کسن واقع شده است. کل‌لو ۱۱۱ نفر جمعیت دارد.